# Rama (Ontario)
Rama er en landsby i provinsen Ontario i Canada. byen er især kendt for sit casino, Casino Rama, som udover casinoet også udgør et hotel og underholdningscenter. Udover Casino Rama, er der også en stor sportshal kaldet, Mnjikaning Arena Sports Complex. Rama opstod i begyndelsen af 1800-tallet, da landmænd ryddede området for at kunne dyrke landet, hvilket var meget svært, da jorden var meget stenholdig og dækket af Weymouth-Fyrretræer. Det er stærkt begrænset, hvad man ved om området og bebyggelsen, der skulle blive til Rama før 1826. 
En teori går ud på at Rama, lagde navn til Rama højen nævnt i Mormons Bog.